# Даниел II фон дер Шуленбург
Даниел II фон дер Шуленбург (на немски: Daniel II Graf von der Schulenburg; * 1613; † 1692) е граф от „Черната линия“ на благородническия род фон дер Шуленбург.

## Произход
Той е син на граф Йоахим VI фон дер Шуленбург († 1622) и съпругата му Сабина Рецлау († 1630, Берлин). Внук е на граф Йоахим III фон дер Шуленбург († 1555/1568) и Маргарета Кнютер.

## Фамилия
Първи брак: с Елизабет Кроп (1618 – 1653). Те имат пет деца:
- Даниел фон дер Шуленбург († сл. 1692)
- Хайнрих Кристоф фон дер Шуленбург (1647 – 1712), женен за Мария Елизабет Клак; имат осем деца
- Ото Хайнрих фон дер Шуленбург
- Катарина Елизабет фон дер Шуленбург († 1672)
- Анна София фон дер Шуленбург († 1685), омъжена за Петер Харце

Втори брак: през 1656 г. с Анна Доротея Шпехт († 1672). Те имат четири деца:
- Кристоф Херман фон дер Шуленбург (1657 – 1709), женен за София Елизабет фон Лудвиг († 1735); нямат деца
- Йохан Ернст фон дер Шуленбург (1659 – 1732), женен за Клара Маргарета Бодемайер († 1734); имат 13 деца
- Доротея Кристиана фон дер Шуленбург († сл. 1692)
- Анна Маргарета фон дер Шуленбург († 1673)

Трети брак: през 1674 г. с Мария Гертруда Кроп († 1683). Бракът е бездетен.
Четвърти брак: с Анна Катарина фон Льовенщайн. Бракът е бездетен.